# Adolf Fredrik Wijnbladh

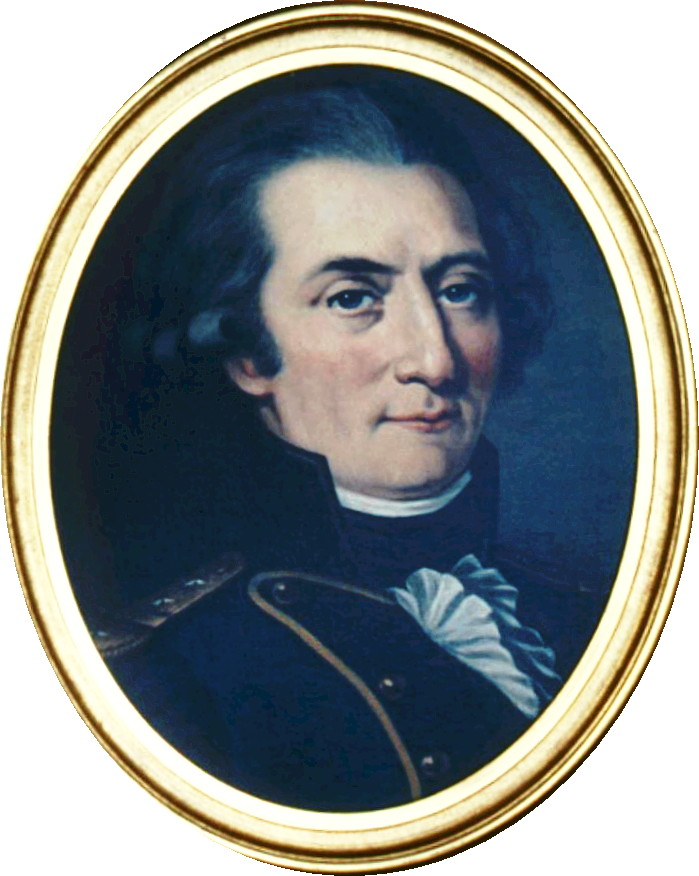
Adolf Fredrik Wijnbladh.

Adolf Fredrik Wijnbladh, född 15 maj 1744 i Ytterselö socken, Södermanlands län, död 8 juli 1808 i Stockholm, var en svensk officer inom  fortifikationen och engagerad jordbrukare. 

## Biografi

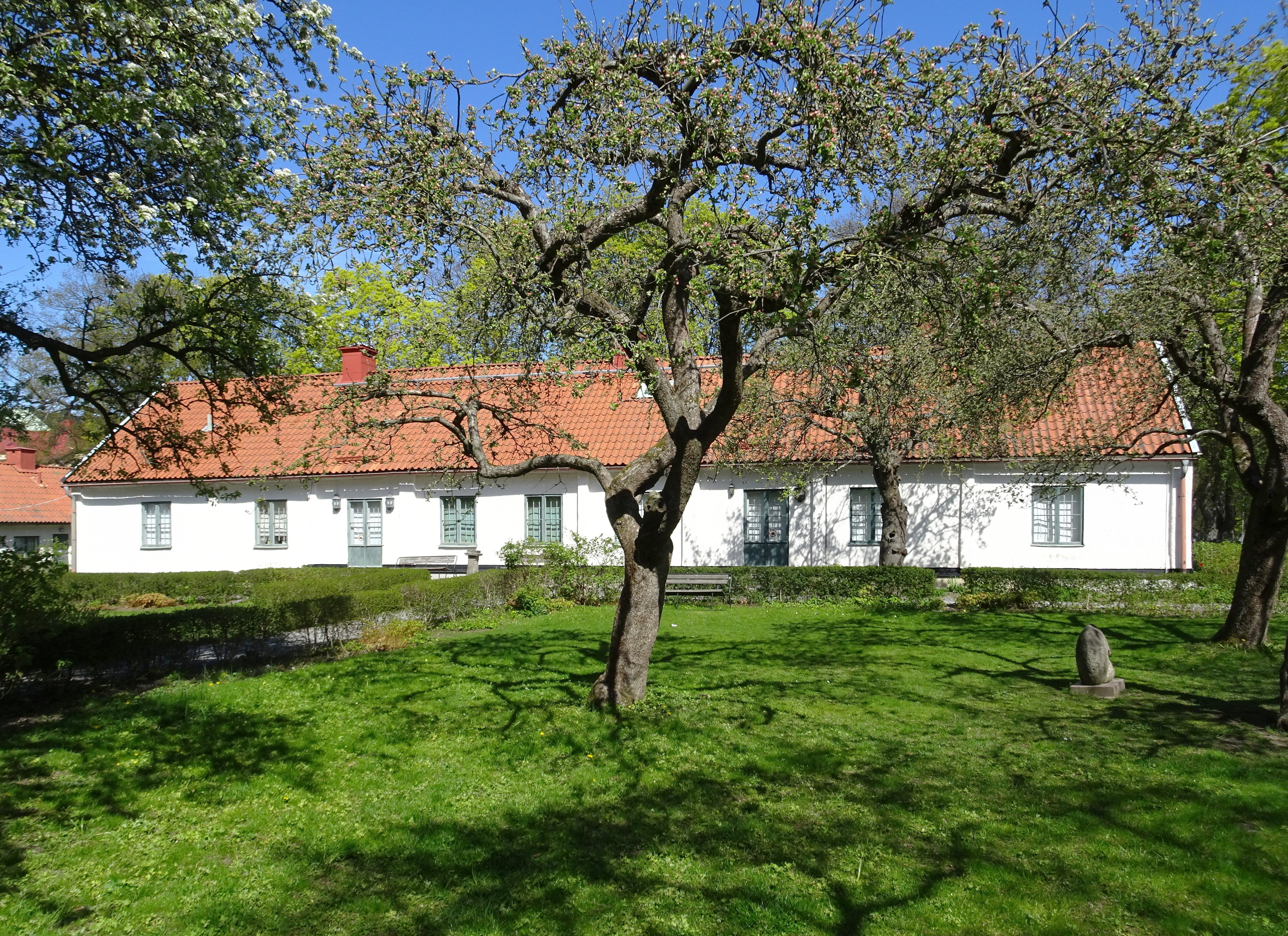
Charlottenburg, 2020.

Adolf Fredrik Wijnbladh härstammade från den adliga ätten Wijnbladh. Han var son till kapten vid fortifikationen Carl Wijnbladh och Sophia Lovisa Ferber. Han föddes på Äleby, en av de större gårdarna i Ytterselö socken i Södermanland, som innehades av föräldrarna på 1740-talet. Wijnbladh började som volontär vid fortifikationen 1759 och blev 1764 underkonduktör samt stallmästare. Han blev kapten 1781, major 1787 och tog 1794 avsked från armén som överste.
Wijnbladh var genom sitt yrke som fortifikationsofficer inblandad för flera byggnadsprojekt i Hagaparken, vilka han ledde på uppdrag av kung Gustav III. 1782 förvärvade Wijnbladh en större egendom som omfattade Brahelund (dagens Hagaparken) och det väster därom belägna Övre eller Stora Frösunda. Wijnbladh blev känt som byggherre för Stora Frösundas corps de logi och för att utvecklat jordbruket på sina marker. År 1780 hade kung Gustav III köpt Brahelund och förvandlat området till sin lustpark, över vilken Wijnbladh fick överinseende. Efter kungens död 1792 hamnade Wijnbladh i ekonomiska svårigheter och 1806 blev han tvungen att sälja Stora Frösunda.
Efter att förlorat Stora Frösunda flyttade han med sin hustru Katarina Charlotta Arbin (1745-1839) till Frösundatorp, ett tidigare torp under Stora Frösunda som han hade bebyggt ståndsmässigt 1801 och döpt om till Charlottenburg efter sin hustru. Wijnbladh avled 1808, hans hustru bodde kvar på Charlottenburg fram till 1810. Charlottenburg finns välbevarad kvar och inrymmer Solna hembygdsmuseum. Även Stora Frösundas huvudbyggnad existerar fortfarande om än i kraftig ombyggd form och ägs av ett privat företag.
Wijnbladh var en föregångsman inom det rationellt skötta jordbruket och kom 1805 att publicera sina erfarenheter i skriften Försök till jordbrukets lönande behandling jemte bihang om sättet att afrappa trähus byggnader samt utan gips förfärdiga varaktiga tak i bonings rum, där an även gav en utförlig beskrivning över Stora Frösunda, Brahelund och Charlottenburg.